# Raspailia
Raspailia är ett släkte av svampdjur. Raspailia ingår i familjen Raspailiidae.

## Dottertaxa tillRaspailia, i alfabetisk ordning[1][2]
- Raspailia acanthifera
- Raspailia acerata
- Raspailia agnata
- Raspailia anastomosa
- Raspailia arbuscula
- Raspailia atropurpurea
- Raspailia australiensis
- Raspailia bathyalis
- Raspailia bifurcata
- Raspailia bouryesnaultae
- Raspailia cacticutis
- Raspailia cervicornis
- Raspailia clathrata
- Raspailia clathrioides
- Raspailia colorans
- Raspailia compressa
- Raspailia darwinensis
- Raspailia desmoxyiformis
- Raspailia echinata
- Raspailia elegans
- Raspailia falcifera
- Raspailia flaccida
- Raspailia folium
- Raspailia formidabilis
- Raspailia frondula
- Raspailia fueguensis
- Raspailia galapagensis
- Raspailia gracilis
- Raspailia gracillima
- Raspailia hirsuta
- Raspailia hispida
- Raspailia howsei
- Raspailia humilis
- Raspailia inaequalis
- Raspailia irregularis
- Raspailia kasumiensis
- Raspailia keriontria
- Raspailia koreana
- Raspailia laciniata
- Raspailia levis
- Raspailia longispicula
- Raspailia mariana
- Raspailia melanorhops
- Raspailia microacanthoxea
- Raspailia nuda
- Raspailia pacifica
- Raspailia paradoxa
- Raspailia phakellina
- Raspailia phakellopsis
- Raspailia pinnatifida
- Raspailia pykii
- Raspailia radiosa
- Raspailia ramosa
- Raspailia rectangula
- Raspailia reticulata
- Raspailia rigida
- Raspailia rubrum
- Raspailia setosa
- Raspailia stelliderma
- Raspailia tenella
- Raspailia tenuis
- Raspailia topsenti
- Raspailia trachystyla
- Raspailia wardi
- Raspailia ventilabrum
- Raspailia vestigifera
- Raspailia wilkinsoni
- Raspailia viminalis
- Raspailia virgultosa